# Кемерколь
Кемерколь - нефтяное месторождение в Казахстане. Расположено в Атырауской области. Открыто в 1991 году. Разработка началась в 2006 году.
Плотность нефти составляет 0,863-0,977 г/см3 или 14-32° API. Нефть малосернистая 0,5%, малопарафинистая 0,90%. 
Нефтеносность связана с отложениям триасового возрастов. Залежи на глубине 1,0-1,4 км. Начальные запасы нефти 15 млн тонн.
Оператором месторождение является британская нефтяная компания Victoria Oil & Gas.